# Музей военно-воздушных сил Северного флота
Музей военно-воздушных сил Северного флота — музей авиации Краснознамённого Северного флота (современное название — музей ВВС СФ) открыт 20 августа 1976 г., в год 40-летия создания первого авиаобъединения на СФ в пгт. Сафоново (Губа Грязная) на месте первого аэродрома для гидросамолётов. С 2013 года - филиал федерального  государственного казённого учреждения культуры и искусства «Военно-морской музей Северного флота» Министерства обороны Российской Федерации.

## История и описание музея
Музей построен по инициативе политотдела ВВС СФ руками авиаторов-североморцев. Оформлен умельцами-непрофессионалами. В создании музея активное участие принимали М. С. Мамай, В. А. Бондаренко, В. С. Бойко, Ю. В. Солод, Л. А. Сорокина и многие другие военнослужащие и ветераны ВВС СФ.
Возводился музей в рекордно короткие сроки. Всего за 11 месяцев старый склад разведывательного авиаполка был перестроен в основное здание музея. Строительными материалами помогли шефы, в том числе — Камский автомобильный завод. Проект здания был выполнен сотрудниками института «Мурмангражданпроект» Л. Л. Егоровым и Л. Д. Поповым.
В музее три зала: военного времени, памяти о погибших, послевоенного периода. В экспозиции музея представлены фотоматериалы, документы по истории авиации Северного флота, образованной в 1936 году. Особое внимание привлекают личные вещи ветеранов авиаторов-североморцев, среди которых пятьдесят три Героя Советского Союза, в том числе легендарный командир 2-го гвардейского авиаполка Б. Ф. Сафонов, удостоенный этого высокого звания дважды. В наши дни шесть лётчиков морской авиации Северного флота удостоены звания Героя Российской Федерации, среди них — генерал-майор Т. А. Апакидзе, трагически погибший в 2001 году. В залах музея представлены работы знаменитого фронтового фотокорреспондента Е. А. Халдея, скульпторов народного художника СССР Л. Е. Кербеля и заслуженного работника культуры РФ Э. И. Китайчука, художника В. М. Вовка.

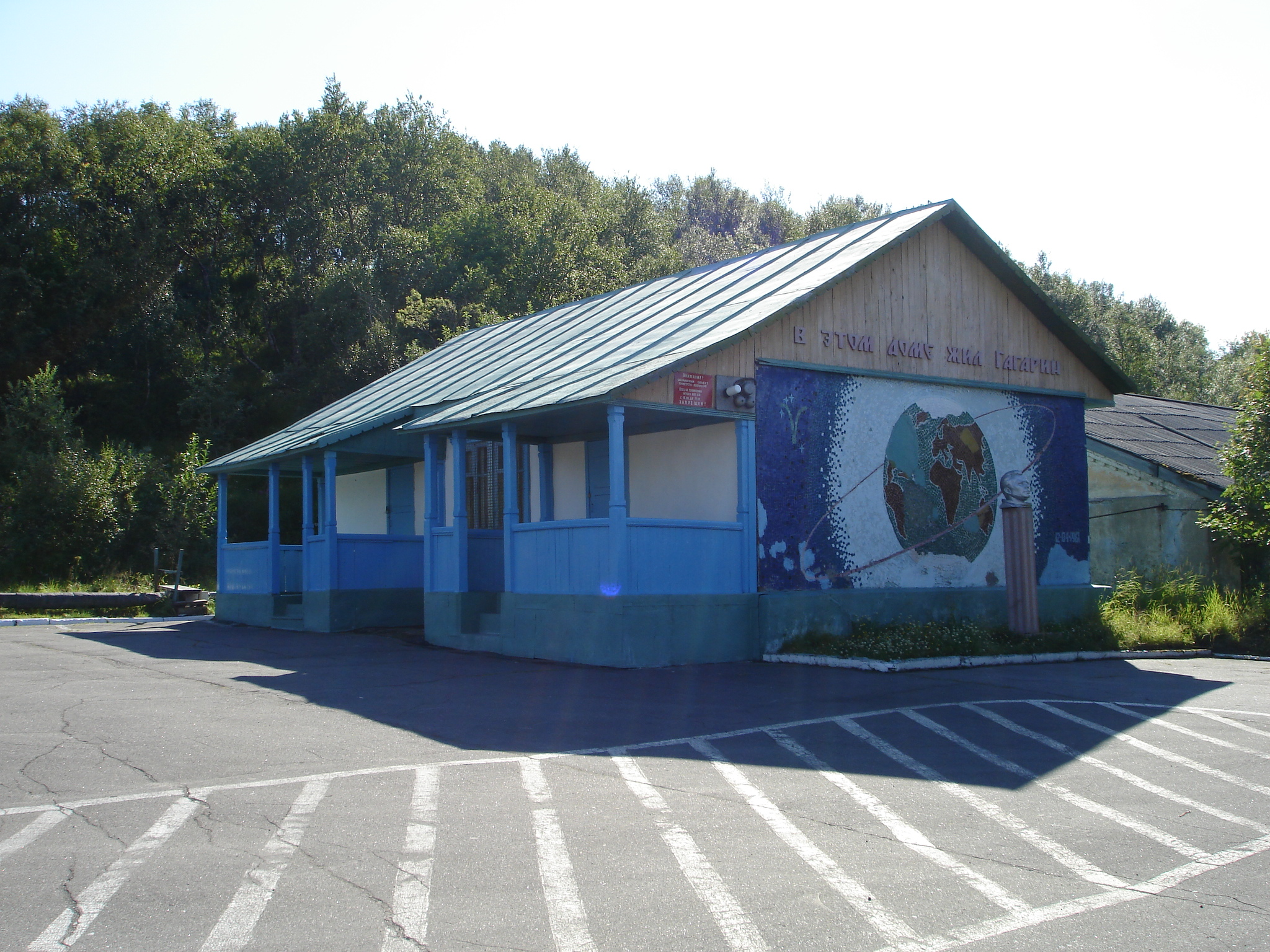
Музей ВВС СФ. Дом-музей Ю. А. Гагарина.

В 1983 г из посёлка Корзуново (Луостари) был перевезен дом, в котором жил Ю. А. Гагарин во время службы в Заполярье (1957—1960 гг.). 30 июля 1983 года состоялась торжественная церемония открытия дома-музея Ю. А. Гагарина, в котором воссозданы мемориальные комнаты и размещена экспозиция о службе будущего космонавта в военно-воздушных силах Северного флота. На открытии дома-музея почётными гостями были лётчики-космонавты СССР А. А. Леонов и В. И. Рождественский.
В ангаре музея собрана коллекция самолетов и вертолётов военного и послевоенного времени. Многие из них были найдены в сопках и восстановлены авиаторами-североморцами. Авиационная техника из собрания музея использовалась во время съёмок художественного фильма «Торпедоносцы» (киностудия «Ленфильм», 1983 г.).
1 декабря 2008 года музей был преобразован в военно-исторический и экспозиционный отдел Сафоновского Дома офицеров морской авиации Северного флота. В 2013 году по решению Министерства обороны Российской Федерации музей военно-воздушных сил Северного флота принят в штат Военно-морского музея Северного флота. В этом же году в музее проведён капитальный ремонт и ре экспозиция.

## Экспонаты
В экспозиции музея военно-воздушных сил Северного флота представлена следующая авиационная техника: И-15бис, И-153 «Чайка», По-2, И-16, МБР-2, Як-7б, Як-9, Ил-2, СБ-2, Ил-4 (ДБ-3Ф), Ли-2 (находится на реставрации с 1998 г.), Bf-109G6 «Мессершмитт» (пр-во Германия), Bell P-39 «Аэрокобра» (пр-во США), MkIIc «Харрикейн» (пр-во Великобритания), Ми-4, Ка-25, Бе-6 (установлен на постамент на острове Большой Грязный в Кольском заливе в 1968 г.), Бе-12, Су-9, Ил-28, МиГ-15 (установлен на постамент около дома-музея Ю. А. Гагарина), МиГ-17, Як-38, Су-25, МиГ-31 имени Б. Ф. Сафонова (установлен на постамент около административного здания в пос. Сафоново в 2006 г.). В ангаре музея посетители могут также увидеть автомобиль ЗИС-5, который использовался для обслуживания аэродромов авиации СФ, радиоуправляемую мишень Ла-17, кабину-тренажёр МиГ-21 и другую авиационную технику.

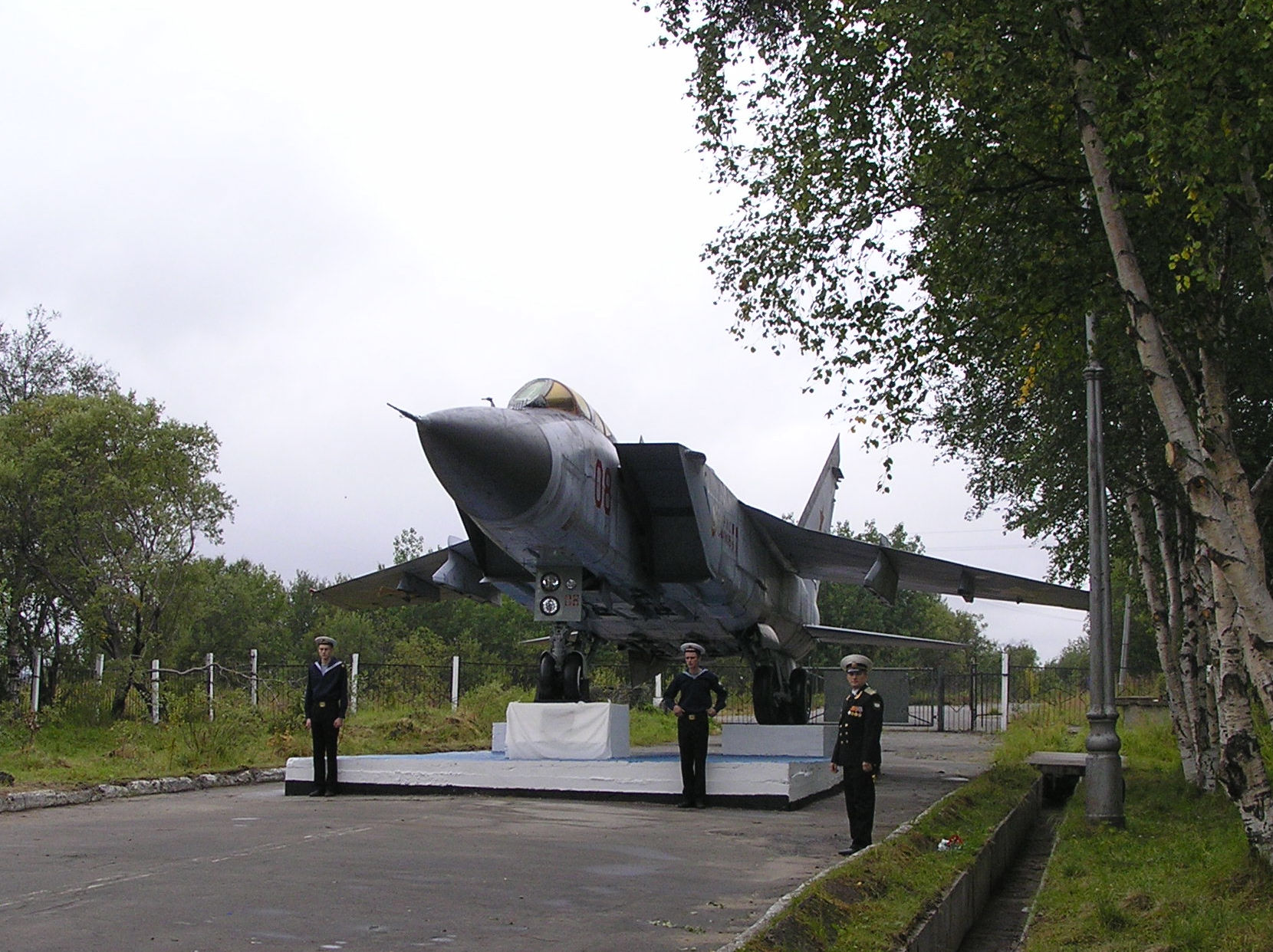
Музей ВВС СФ. МиГ-31 имени Б. Ф. Сафонова.

Некоторые самолёты были утрачены в конце 1990-х гг. после обвала крыши старого авиационного ангара. Два самолёта Ил-4, восстановленные авиаторами-североморцами в музее ВВС СФ, установлены на постаменты в г. Североморске в 1981 году и, по некоторым данным, в г. Комсомольске-на-Амуре.

## Руководители музея
- Сорокина Людмила Андреевна (19 августа 1944 — 22 сентября 1998) — начальник музея с декабря 1977 г. по сентябрь 1985 г.[12]
- Солод Эльмира Павловна (7 мая 1940 — 18 апреля 2010) — начальник музея с ноября 1985 г. по август 1987 г.
- Глубокова Ирина Михайловна — начальник музея с августа 1987 г. по март 1988 г.
- Михайловская Людмила Яковлевна — начальник музея с марта 1988 г. по октябрь 1989 г.
- Громова Татьяна Всеволодовна — начальник музея с октября 1989 г. по ноябрь 1992 г.
- Глубокова Ирина Михайловна — начальник музея с декабря 1992 г. по декабрь 2001 г.
- Нечай Татьяна Николаевна — заведующая музеем с декабря 2001 г. по май 2002 г.
- Юрченко Раиса Фёдоровна — заведующая музеем с мая 2002 г. по декабрь 2008 г.
- Лой Светлана Леонидовна — заместитель начальника Сафоновского Дома офицеров морской авиации Северного флота по военно-исторической и экспозиционной работе с декабря 2008 г., начальник Дома офицеров с 2009 г. по октябрь 2012 г.
- Собакарь Евгения Дмитриевна — начальник военно-исторического экспозиционного отдела Сафоновского Дома офицеров морской авиации Северного флота с 2009 г. по декабрь 2012 г., с 2013 г. по 2017 г. - заведующая филиалом Военно-морского музея Северного флота.
- Блаута Татьяна Григорьевна с 2017 г. по июнь 2019 г.- заведующая филиалом Военно-морского музея Северного флота.
- Чечеров Сергей Викторович с  июня 2019 по настоящее время -  заведующий музеем Военно-воздушных сил Северного флота (филиал Военно-морского музея Северного флота)